# Hobro
Hobro es una ciudad del norte de Dinamarca, en la región de Jutlandia Septentrional. Tiene una población estimada, a inicios de 2021, de 12.013 habitantes.
Es la capital del municipio de Mariagerfjord, 
Está ubicada en la cabeza del fiordo de Mariager, en un terreno irregular de colinas. A dos kilómetros al oeste del centro de la ciudad se localiza la antigua fortaleza vikinga Fyrkat.